# West Coast Eagles
O West Coast Eagles, conhecido como "Eagles", é um clube profissional de futebol australiano que compete na Australian Football League (AFL). O clube é sediado e manda seus jogos no Subiaco Oval, Subiaco, Austrália, O clube é um dos dois clubes do Oeste australiano ao lado do Fremantle Football Club. 